# Keiko Fujiie
Keiko Fujiie (japanisch 藤家 渓子 Fujiie Keiko, auch Fujiya; geboren am 22. Juli 1963 in Kyoto) ist eine japanische Komponistin.

## Leben und Schaffen
Keiko Fujiie begann mit vier Jahren Klavier zu erlernen und unternahm schon im Grundschulalter erste Kompositionsversuche. Sie studierte an der Universität der Künste Tōkyō Geijutsu Daigaku bei Yoshio Hachimura (1938–1985) und Michio Mamiya, anschließend absolvierte sie noch ein postgraduales Studium.
Ihren ersten größeren Erfolg als Komponistin hatte sie 1986, als sie mit ihrem Klarinettenkonzert, uraufgeführt vom Philharmonieorchester Tokio, den 1. Preis bei der 55. Japan Music Competition gewann. Nach dem Studienabschluss 1988 wurde sie 1990 für ihr Streichtrio mit dem Young Composers Award der Asian Composers League ausgezeichnet.
In den Jahren 1992 und 1993 ermöglichte ihr ein Stipendium des Asian Cultural Council einen Studienaufenthalt in New York. Keiko Fujiie gewann als erste Frau 1995 den vom NHK-Sinfonieorchester gestifteten Otaka-Preis für ihr Orchesterwerk Beber, dessen Titel sich auf ein Gedicht der chilenischen Autorin und Nobelpreisträgerin Gabriela Mistral bezieht. Zu den 100-Jahr-Feierlichkeiten der Universität Kyōto 1997 komponierte sie eine Akademische Festouvertüre, im selben Jahr entstand auch Kyoto: Reverberation, ein Doppelkonzert für Kontrabass, Gitarre und Orchester, das sich als „Nachhall“ auf das Protokoll von Kyoto zum Rahmenübereinkommen der Vereinten Nationen über Klimaänderungen bezieht.
Von 1998 bis 1999 wirkte sie als Composer in Residence beim Orchesterensemble Kanazawa. Dort brachte sie 1999 ihr 2. Gitarrenkonzert „Koisucho“ unter dem Dirigenten Hiroyuki Iwaki zur Uraufführung. Mit dieser Komposition gewann sie im Jahr darauf zum zweiten Mal den Otaka-Preis. Ein weiteres Auftragswerk, ihr 1. Klavierkonzert „Memories of January“ entstand 2001 zum 70. Geburtstag der Japan Music Competition.
In den Jahren 2001 bis 2014 lag der Schwerpunkt ihrer Tätigkeit auf dem Gitarrenensemble Kazuhito Yamashita Family Quintet, das sie organisierte und für das sie auch komponierte. Stellvertretend für diese Zeit stand ihr Werk Kasane, in dem sie auf ältere Musiktraditionen Europas sowie Japans zurückgreift und bei dem die Gitarren teils in der Art japanischer Zupfinstrumente eingesetzt werden. Mit diesem Quintett produzierte Keiko Fujiie 3 CDs und gastierte mit ihm auch europaweit, u. a. beim International Guitar Festival in Rom (2004), beim Guitar Festival in Córdoba (2007, 2011) und beim Open Guitar Festival in Tschechien (2011).
2018 wandte sich Keiko Fujiie, nach Niña de cera (Kyoto 1996) und In Their Shoes (New York 1998), mit Vermilion Calm erneut der Oper zu. Das Werk für Countertenor, Alt, Männerchor, Gitarre, Shakuhachi und Klavier wurde 2020 im polnischen Wrocław uraufgeführt.

## Stil
Beeinflusst von ihrem Lehrer Yoshio Hachimura verwendet Keiko Fujiie in ihren Kompositionen keine vorgegebenen Formmodelle, sondern bevorzugt organische Entwicklungen. Die Musikwissenschaftlerin Yōko Narazaki stuft Fujiies Stil als „neo-romantisch“ ein, der aber auch in Stücken wie Bodrum Sea (1992) atonale Passagen mit einschließt. Der Pianist Gerhard Oppitz, der ihre Klaviersuite Am Rand des Wassers eingespielt hat (2011), bescheinigt dem Werk Imaginationskraft, Intelligenz und Poesie.

## Privates
Keiko Fujiie ist mit dem japanischen Klassik-Gitarristen Kazuhito Yamashita verheiratet.